# Kentish Town
Kentish Town é um distrito no borough de Camden, na Região de Londres, na Inglaterra. Encontra-se imediatamente ao norte do borough de Camden Town.